# Futuro! - La Alternativa Joven
Futuro! - La Alternativa Joven (en alemán: future! – Die junge Alternative, future!) es el primer partido político juvenil independiente en Alemania, con sede en Magdeburgo. Está representado en el consejo de la ciudad de Magdeburgo desde 1999.

## Programa
El objetivo del partido es representar políticamente los intereses de los jóvenes. Aboga por la protección del medio ambiente y el combatimiento del desempleo juvenil.
Además, se perfila como un partido netamente regional, no teniendo planeado participar en elecciones fuera de Sajonia-Anhalt.

## Resultados electorales
La primera participación electoral del partido fue en las elecciones estatales de Sajonia-Anhalt de 1998, donde recibió 11.434 votos, equivalentes al 0,8%.
En las elecciones municipales de 1999 en Magdeburgo alcanzó el 1,6% de los votos y fue capaz de enviar un representante al consejo local de la ciudad. Durante el período 1999-2004, el partido formó una fracción conjunta con Alianza 90/Los Verdes en el ayuntamiento.
En las elecciones municipales de 2004 aumentó su votación al 3,5% y obtuvo dos escaños en ayuntamiento de Magdeburgo. Desde entonces, el partido funcionó por primera vez como una fracción independiente.
En 2007, el partido presentó a Oliver Schilling como candidato a alcalde de Magdeburgo. En las elecciones de alcaldes de 2008, el candidato  llegó al sexto lugar con el 2,60%.
En las elecciones estatales de Sajonia-Anhalt de 2006 el partido ganó sólo el 0,37%.
En las elecciones municipales de 2009, el partido obtuvo el 3.8%, volviendo a obtener 2 escaños en el ayuntamiento de Magdeburgo. En las elecciones municipales de 2014 obtuvo el 2% y un escaño.